# Yasuharu Sorimachi
Yasuharu Sorimachi (反町康治?, Sorimachi Yasuharu; Saitama, 8 marzo 1964) è un dirigente sportivo, allenatore di calcio ed ex calciatore giapponese, di ruolo centrocampista, direttore sportivo dello Shimizu S-Pulse.

## Statistiche

### Cronologia presenze e reti in Nazionale
| Cronologia completa delle presenze e delle reti in nazionale ― Giappone | Cronologia completa delle presenze e delle reti in nazionale ― Giappone | Cronologia completa delle presenze e delle reti in nazionale ― Giappone | Cronologia completa delle presenze e delle reti in nazionale ― Giappone | Cronologia completa delle presenze e delle reti in nazionale ― Giappone | Cronologia completa delle presenze e delle reti in nazionale ― Giappone | Cronologia completa delle presenze e delle reti in nazionale ― Giappone | Cronologia completa delle presenze e delle reti in nazionale ― Giappone |
| Data                                                                    | Città                                                                   | In casa                                                                 | Risultato                                                               | Ospiti                                                                  | Competizione                                                            | Reti                                                                    | Note                                                                    |
| ----------------------------------------------------------------------- | ----------------------------------------------------------------------- | ----------------------------------------------------------------------- | ----------------------------------------------------------------------- | ----------------------------------------------------------------------- | ----------------------------------------------------------------------- | ----------------------------------------------------------------------- | ----------------------------------------------------------------------- |
| 27-7-1990                                                               | Pechino                                                                 | Corea del Sud                                                           | 2 – 0                                                                   | Giappone                                                                | Coppa Dinastia 1990                                                     | -                                                                       | 75’                                                                     |
| 1-10-1990                                                               | Pechino                                                                 | Iran                                                                    | 1 – 0                                                                   | Giappone                                                                | Giochi asiatici 1990                                                    | -                                                                       | 85’                                                                     |
| 2-6-1991                                                                | Yamagata                                                                | Giappone                                                                | 1 – 0                                                                   | Thailandia                                                              | Amichevole                                                              | -                                                                       | 82’                                                                     |
| 27-7-1991                                                               | Nagasaki                                                                | Giappone                                                                | 0 – 1                                                                   | Corea del Sud                                                           | Korea-Japan Annual Match                                                | -                                                                       | 83’                                                                     |
| Totale                                                                  |                                                                         | Presenze                                                                | 4                                                                       |                                                                         | Reti                                                                    | 0                                                                       |                                                                         |

## Palmarès

### Allenatore

#### Competizioni nazionali
- J2 League: 1

Matsumodo Yamaga: 2018